# Mercedes Bustamante

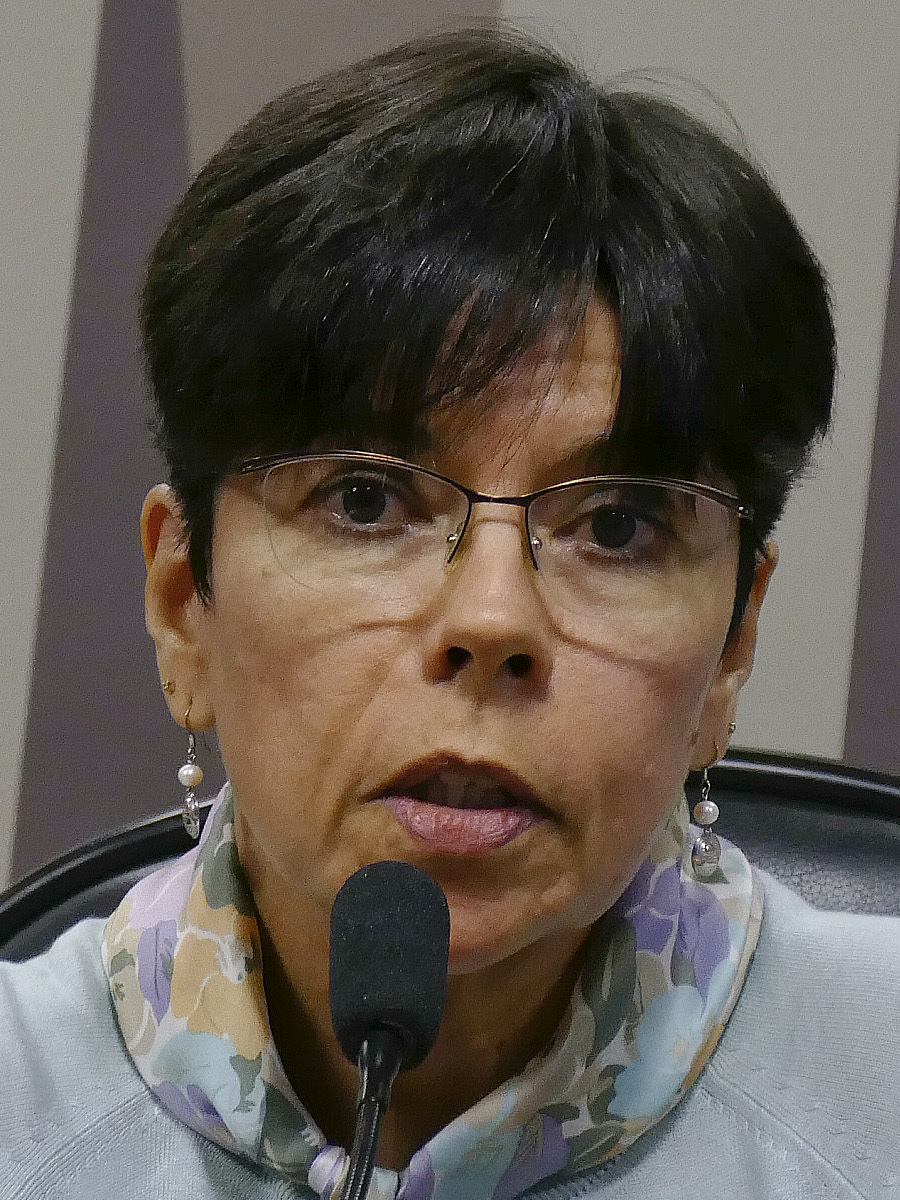
Mercedes Bustamante, 2022

Mercedes Maria da Cunha Bustamante (* 24. September 1963 in Chile) ist eine chilenisch-brasilianische Biologin und Hochschullehrerin. Sie ist Präsidentin der Koordination für die Verbesserung des Hochschulpersonals Coordenação de Aperfeiçoamento de Pessoal de Nível Superior (CAPES).
Bustamante ist außerordentliche Professorin an der Universidade de Brasília.

## Leben
Bustamante wurde in Chile geboren. Sie studierte in Brasilien und Deutschland. Sie schloss 1984 ihr Studium der Biowissenschaften an der Universidade do Estado do Rio de Janeiro ab und absolvierte 1988 einen Master in Agrarwissenschaften an der Universidade Federal de Viçosa. Sie promovierte 1993 in Geobotanik an der Universität Trier. Ihre Dissertation hatte den Titel „Biomonitoring of heavy metals using higher plants growing at former mining sites“.
Ihr Forschungsgebiet sind die Folgen der globalen Erwärmung. Sie gilt als Expertin für die brasilianischen  Cerrado-Savannen und setzt sich aktiv für den Schutz dieser Ökozone ein.
Sie nahm an der internationalen Forschungsgruppe Large Scale Biosphere-Atmosphere Experiment in Amazonia (LBA) teil, die die Beziehung zwischen dem Amazonas-Regenwald und das Klima untersuchte. Sie ist Mitglied des brasilianischen Gremiums für Klimawandel Painel Brasileiro de Mudanças Climáticas (PBMC) und koordinierte Band 3 des ersten PBMC-Berichts. Zwischen 2010 und 2013 vertrat sie Lateinamerika in der International Nitrogen Initiative. Sie war Mitglied des wissenschaftlichen Ausschusses für den Bericht über Distickstoffmonoxid des Umweltprogramms der Vereinten Nationen und fünf Jahre lang Mitglied des wissenschaftlichen Ausschusses des International Geosphere-Biosphere Programme des Internationalen Wissenschaftsrats. Sie war Generalkoordinatorin für Ökosystemmanagement und Direktorin für Politiken und thematische Programme im brasilianischen Ministerium für Wissenschaft, Technologie und Innovation. Von 2011 bis 2014 war sie Mitglied des Zwischenstaatlichen Ausschusses für Klimaänderungen (IPCC) und koordinierte das Kapitel „Landwirtschaft, Forstwirtschaft und andere Landnutzungen“ des fünften Sachstandberichts des IPCC. Sie war eine der Koordinatorinnen der ersten Studie, die den Zusammenhang zwischen Treibhausgasemissionen und Viehzucht in Brasilien aufzeigte.
Sie ist Beraterin des Amazonas-Umweltforschungsinstituts Instituto de Pesquisa Ambiental da Amazônia und Mitglied des Obersten Rates der Stiftung für Forschungsförderung Fundação de Apoio à Pesquisa do Distrito Federal
Im Januar 2023 wurde sie zur Präsidentin der Koordinationsstelle für die Verbesserung des Hochschulpersonals Coordenação de Aperfeiçoamento de Pessoal de Nível Superior (CAPES) ernannt, einer Stiftung des Bildungsministeriums, die die Entwicklung und Durchführung von Master- und Promotionsprogrammen im Land fördert. Seit 2007 hat CAPES auch begonnen, die Ausbildung von Grundschullehrern zu fördern.

## Preise und Auszeichnungen
- 2007: Cláudia-Preis in der Kategorie Wissenschaft für ihre Arbeit zur Verwaltung und Erhaltung von Naturgebieten[9]
- 2015: Mitglied der Brasilianischen Akademie der Wissenschaften[10]
- 2018: Komtur des brasilianischen Ordens für wissenschaftliche Verdienste Ordem Nacional do Mérito Científico[11]
- 2021: Auswärtiges Mitglied der National Academy of Sciences[12]